# Ribàué
Ribaué es una población de la provincia de Nampula, Mozambique (14°56′S 38°19′E / -14.933, 38.317) a 557 m s. n. m. Posee minas de mica y caolín. Se encuentra junto a los ríos Mucu y Nanhate.